# Green Island (Saba)
Green Island – niewielka, niezamieszkana wyspa na Morzu Karaibskim w archipelagu Małych Antyli, w grupie wysp Wysp Nawietrznych, należąca do holenderskiej gminy zamorskiej Saba, w Ameryce Północnej. Wyspa ma powierzchnię 0,003 km² (0,3 ha) i jest oddalona od północnego brzegu Saby o ok. 250 metrów. Długość wyspy wynosi 85 m, a jej szerokość 45 m.
Wyspa porośnięta jest podzwrotnikową roślinnością. Można spotkać tutaj pelikany brunatne, rybołówki brunatne, głuptaki białobrzuche i rzadko spotykane faetony białosterne.